# Sonneborner Weichkäse
Sonneborner Weichkäse ist ein deutscher Käse mit geschützter geografischer Herkunftsbezeichnung. Er darf nur im ehemaligen Landkreis Altenburg und Schmölln hergestellt werden.
Das Mindestalter vor Verkauf ist 14 Tage und der Mindestfettgehalt liegt bei 30 Prozent in der Trockenmasse.